# Johan Arrhenius
Johan Petter Arrhenius, född 27 september 1811 i Järeda församling i Kalmar län, död 5 september 1889 i Stockholm, var en svensk botaniker, jordbruksforskare, agronom och riksdagspolitiker, farbror till Svante Arrhenius.

## Biografi
Johan Arrhenius var son till lantbrukaren Gustaf Isak Arenius och Anna Rebecka Bremer.
Arrhenius genomgick Eksjö skola och Linköpings gymnasium, blev student vid Uppsala 1830, filosofie kandidat 1839, docent i botanik 1840 och extraordinarie adjunkt i praktisk ekonomi 1846 samt erhöll 1850 professors titel.
Under sin universitetstid sysselsatte sig Arrhenius även med skolundervisning samt utgav jämte de framstående vetenskapliga arbetena Monographia ruborum Sueciæ (1840) och Anteckningar öfver fornverldens flora (i tidskriften "Frey" 1841) dels en skrift Om naturalhistorien såsom undervisningsämne vid Sveriges gymnasier (1837), dels läroböcker för skolorna: Utkast till växtrikets terminologi (1842-43) och Elementarkurs i botaniken (1845; femte upplagan 1865). Till dessa arbeten slöt sig slutligen Botanikens första grunder (1859; femte upplagan 1882).
Att Arrhenius såväl genom dessa skrifter som genom sina mykologiska studier vann anseende som framstående botaniker, vittnar att ett svampsläkte, Arrhenia, samt två växtarter, Rubus Arrhenii och Pholiota Arrhenii, uppkallats efter honom. Men det var på ett annat område, lanthushållningens, som han vann sin förnämsta berömmelse. Redan 1841 började han som arrendator syssla med praktiskt jordbruk på de nära Uppsala belägna gårdarna Vårdsätra och Graneberg, och 1844 debuterade han som jordbruksförfattare med skriften Om vexelbrukets grunder, som väckte stor uppmärksamhet. År 1846 blev han Uppsala läns hushållningssällskaps sekreterare och kvarstod som sådan i tio år samt tjänstgjorde under denna tid som sekreterare vid 1:a, 2:a och 7:e allmänna svenska lantbruksmötena åren 1846, 1847 och 1855.
Denna del av sitt liv ägnade han framför allt åt organisationen av Ultuna lantbruksinstitut, och med fullt skäl räknas han jämte landshövdingen Robert Fredrik von Kraemer såsom denna läroanstalts skapare. Såsom sekreterare i den 1841 av regeringen för Ultuna-institutets organisation tillsatta kommittén och från 1846 till 1862 såsom föreståndare och lärare vid institutet genomförde han med outtröttligt arbete och trots svåra ekonomiska förhållanden läroverkets organisation och läroverksegendomens omdaning från det lägervall, vari den under föregående utarrendering råkat, till ett för den tiden framstående skick samt ägnade sig med liv och lust åt undervisningen; utan tvivel var det hans personliga anseende, som gav institutet den popularitet det på denna tid åtnjöt.
År 1862 valdes Arrhenius till sekreterare i Lantbruksakademien och kvarstod på denna post till 1881 samt året 1883-84 som vikarie i ledigheten efter sin efterträdares död. Åt akademien och dess förvaltningskommitté var vid denna tid ledningen av landets jordbruksadministration anförtrodd, och Arrhenius stora förmåga gjorde sig även på detta område så gällande, att han under sin tjänstetid vid akademien intog en ledareställning i allt som rörde Sveriges lanthushållning. Arrhenius var även ledamot av Kungliga Vetenskapsakademien från 1862.
Till det stora inflytande han haft på det svenska jordbrukets utveckling bidrog i väsentlig mån den flitiga författarverksamhet han utövade och hans stora förmåga att som förläggare sprida sina och andras skrifter. Från år 1845 deltog han med Wilhelm Edelsvärd i utgivandet av den av denne påbörjade "Tidskrift för landtmanna- och kommunalekonomien", vars utgivning han från 1847 ensam besörjde, tills han 1861 nedlade den för att följande år såsom sekreterare övertaga utgivningen av Landtbruksakademiens "Handlingar" och "Tidskrift".
Bland hans jordbrukslitterära alster märkas främst Handbok i svenska jordbruket (1859-61, sjätte upplagan 1894 av Jonas Alströmer), som belönades med Lantbruksakademins stora guldmedalj, samt Landtbrukspraktika (1855, nionde upplagan 1901 av Johan Fredrik Hallenborg). Dessa båda handböcker var länge de enda sammanfattade läroböckerna i jordbruk och användes vid alla landets lantbruksläroverk, den förra vid den högre, den senare vid den lägre undervisningen, liksom de även infördes vid landtbruksläroverken i Finland. Därjämte utgav Arrhenius en serie av Smärre samlade skrifter i landthushållningen (26 nummer, varav han själv författade 14), Lantbrukskalendrar (för åren 1873 till 1890), Vårt jordbruk och dess framtid (1885) och Nordens matsvampar (1874, andra upplagan 1881, bearbetad efter Robinson). Dessutom förekom uppsatser av honom i "Svenska litteraturföreningens tidskrift" 1836-39, "Eos" 1839, "Botaniska notiser" 1840-42, "Frey" 1842-46 och Johan Theodor Bergelins "Tidskrift för svenska landtbruket" 1855-56. Åtskilliga av hans skrifter översattes till främmande språk.